# Laurisilva

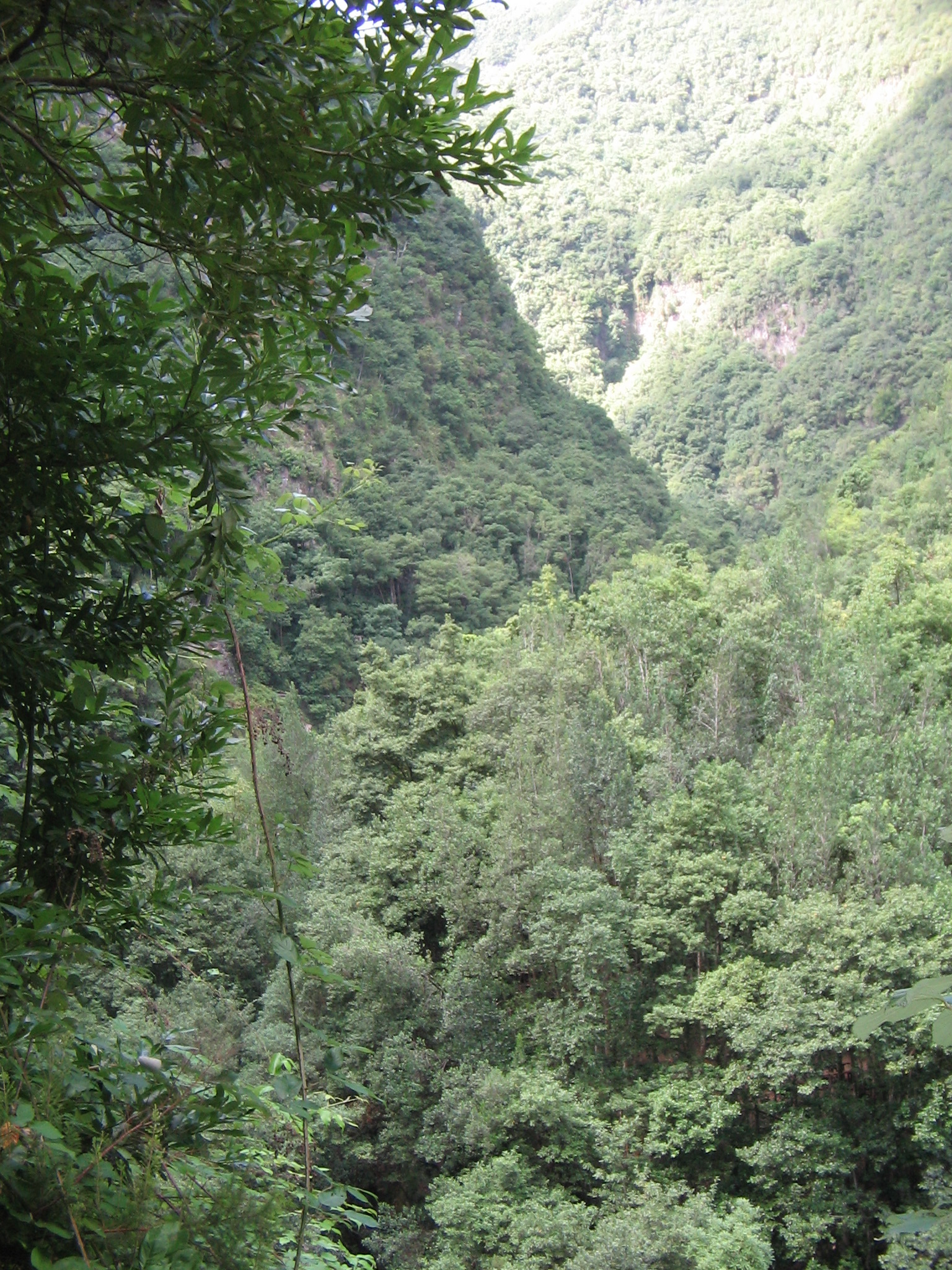
Bosque de laurisilva en la isla de La Palma (Canarias, España).

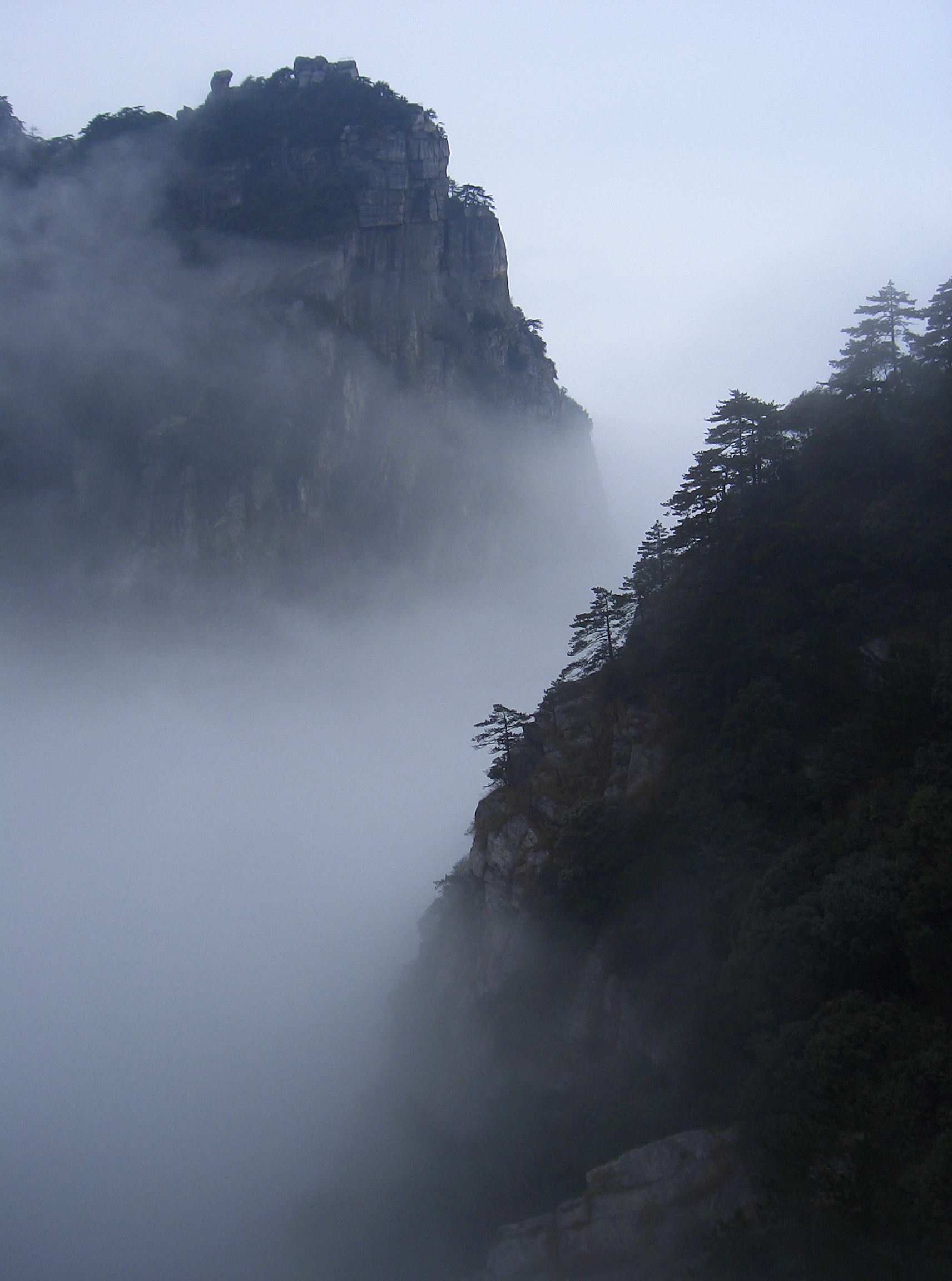
Bosque nuboso en el monte Lu, en el sudeste de China, un hábitat de selva de laureles.

La laurisilva (del latín: laurus+silva ‘bosque de laurel’), también llamada selva templada o bosque laurifolio, es un tipo de bosque nuboso subtropical o selva alta, propio de lugares húmedos, cálidos y con leves heladas o sin ellas, con grandes árboles, bejucos y lianas cuyas hojas se parecen a las del laurel, de lo cual toma el nombre. La laurisilva se da en regiones de clima templado húmedo y cálido.

## Generalidades

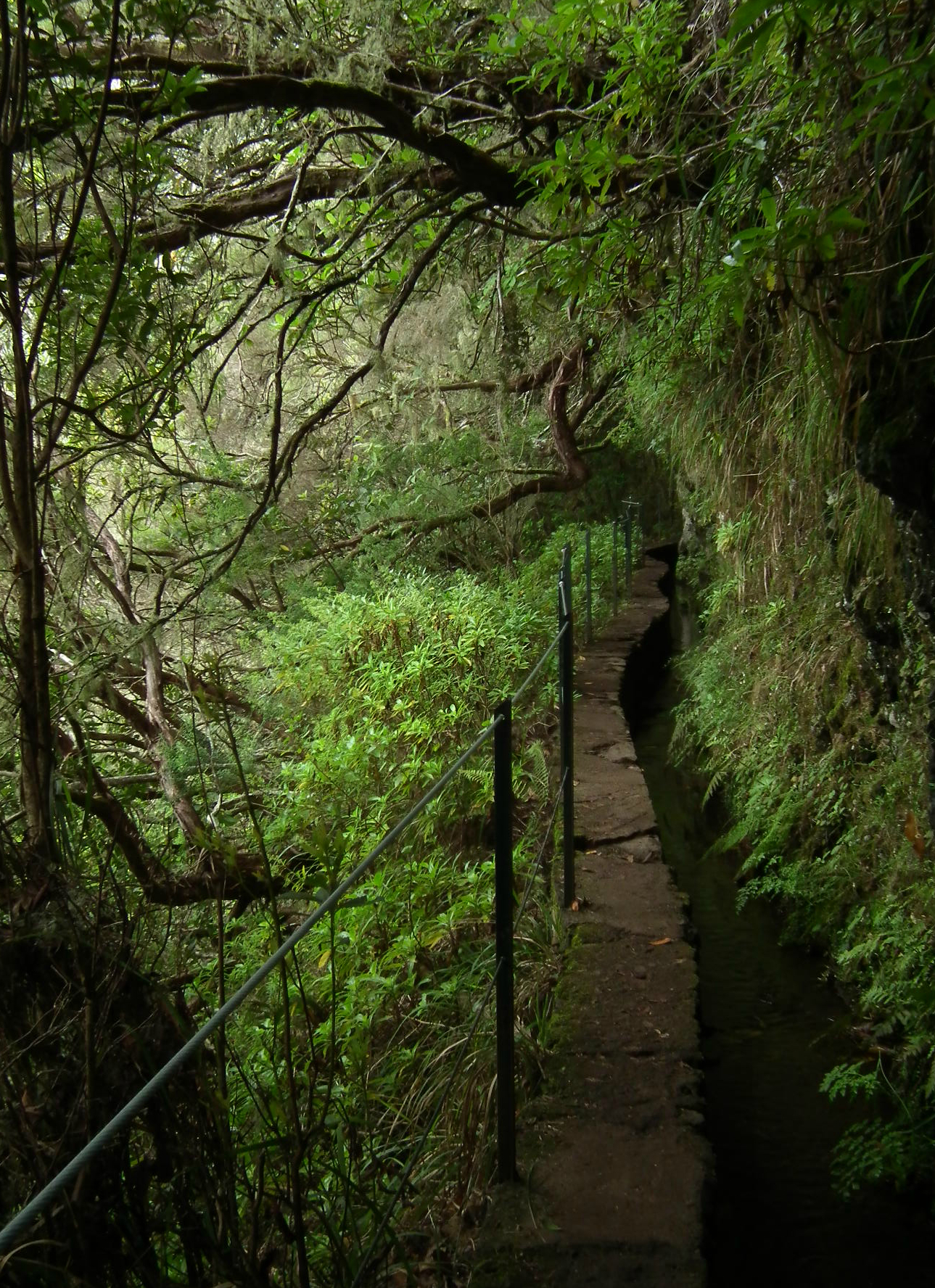
Laurisilva de Madeira.

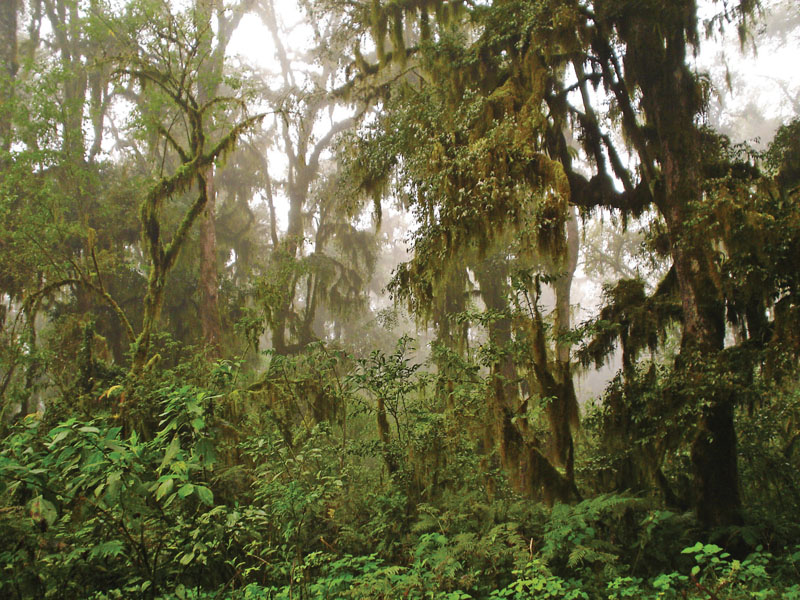
Bosque nublado de montaña de San Andrés, denominado localmente yungas, en la provincia de Salta (Argentina).

La laurisilva o selva templada perennifolia (de follaje persistente) representa la vegetación característica de un régimen climático con estaciones bien definidas, pero falto de contrastes acusados: la variación anual de la temperatura es moderada, sin que ello excluya las heladas invernales y las precipitaciones, abundantes, están bien repartidas a lo largo del año, sin que exista una estación seca definida.
Estas condiciones se dan en tres regiones geográficas distintas, y por razones no menos dispares: 
- a lo largo del margen oriental de los continentes en las latitudes de 25° a 35°;
- en las costas continentales de poniente entre 40° y 55° de latitud, y
- en las islas situadas entre 25° y 35° o 40° de latitud sur.
- tiene el clima templado y húmedo

Ejemplo de la primera son las tierras del sureste de Brasil y las inmediaciones en Argentina, Paraguay y Uruguay. A la segunda categoría corresponde, con diversos matices, el territorio costero de Chile y suroeste de Argentina  desde Valdivia al extremo sur del continente (Ecorregión bosque valdiviano). Finalmente, en la tercera categoría se incluyen las islas Canarias, Madeira, islas Salvajes, Azores y Cabo Verde, que en conjunto integran la llamada región macaronésica. Fuera de estas latitudes pueden aparecer localmente en microambientes de clima favorable por otros factores como la abundancia de agua y el aislamiento de comunidades relictas sin competidores. El bosque húmedo de clima templado ha dado lugar a comunidades de especies de laurisilva en numerosas zonas de clima templado de la Tierra.
Solo algunas especies de laurisilva pertenecen a la familia del laurel, aunque el aspecto de la mayoría recuerden a estas plantas o a las rutáceas, esto se debe a convergencia evolutiva. Como en cualquier otra selva, las plantas de la laurisilva han de evitar el exceso de humedad, que aquí llega a suponer un problema. Para ello han adoptado una estrategia común, desarrollando hojas que repelen el agua de su superficie. La llamada hoja de laurel (o lauroide), en analogía a las del género Laurus, gracias a la abundante capa de cera y al mucrón apical que favorece el goteo, se mantiene seca a pesar de la humedad ambiental, lo que permite la transpiración y la respiración de la planta. A esta estrategia se suman otras, como el crecimiento lianoide y el epifitismo, muy común entre las criptógamas. Bajo el dosel lauroide sobreviven además diversas especies propias de los bosques tropicales. Se caracteriza por especies de sotobosque asociadas a especies arbóreas propias de este tipo de selva nublada.
En Eurasia y en Norteamérica, las especies, con las hojas de tipo lauroide, son: Perseas, prunus, maytenus, ocoteas, ilex, robles, rutáceas, laureles, castaños, tejos, brezos arbóreos, rododendros, bambúes, helechos, musgos y hepáticas. 
En el hemisferio sur se les unen además un mayor número de coníferas exclusivas, como el ciertas araucarias; las notofagáceas, que son parientes próximos de hayas y robles, helechos arborescentes y musgos epífitos.

## Características

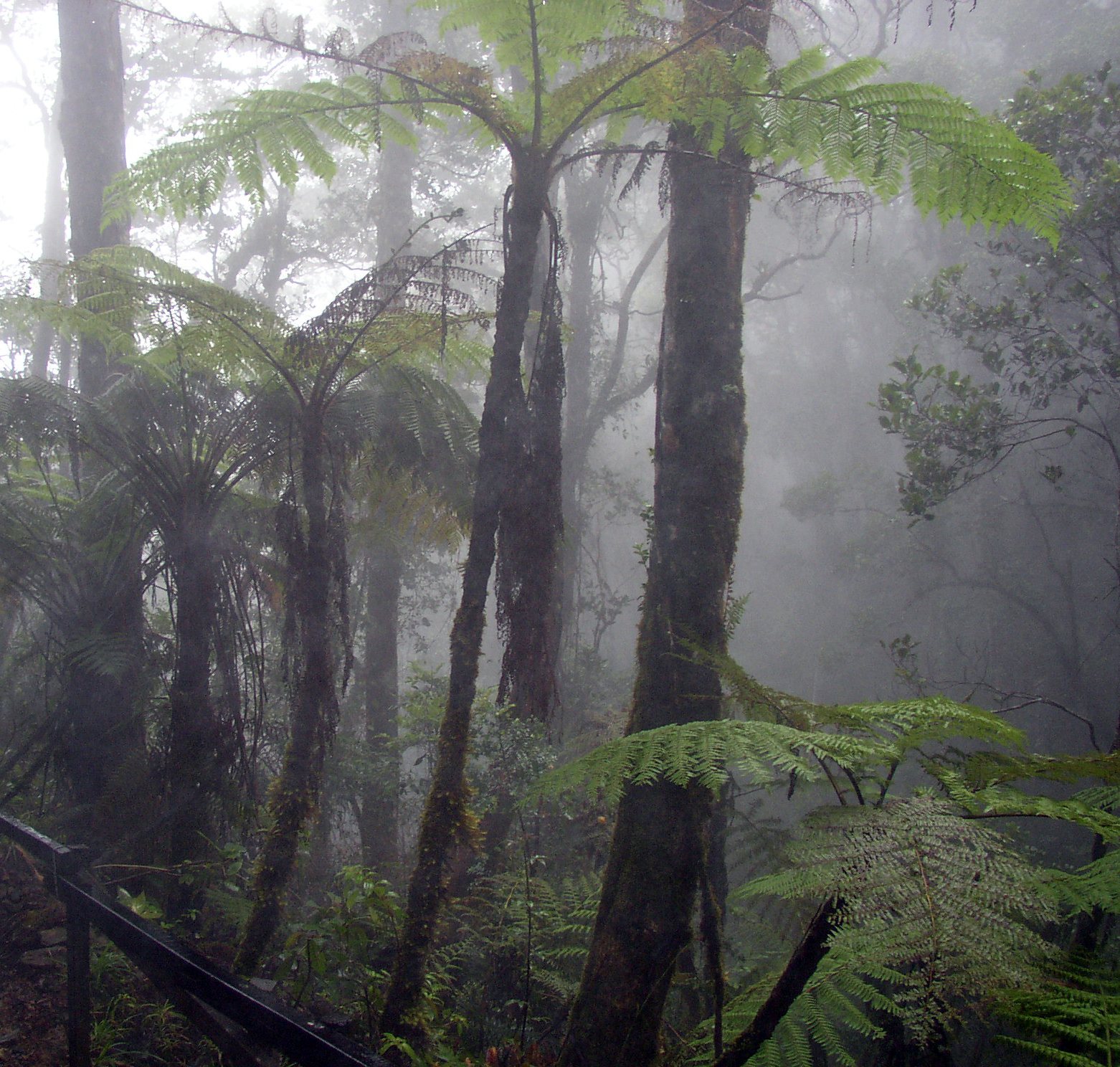
Helechos arbóreos en el bosque nuboso de Kinabalu, Borneo.

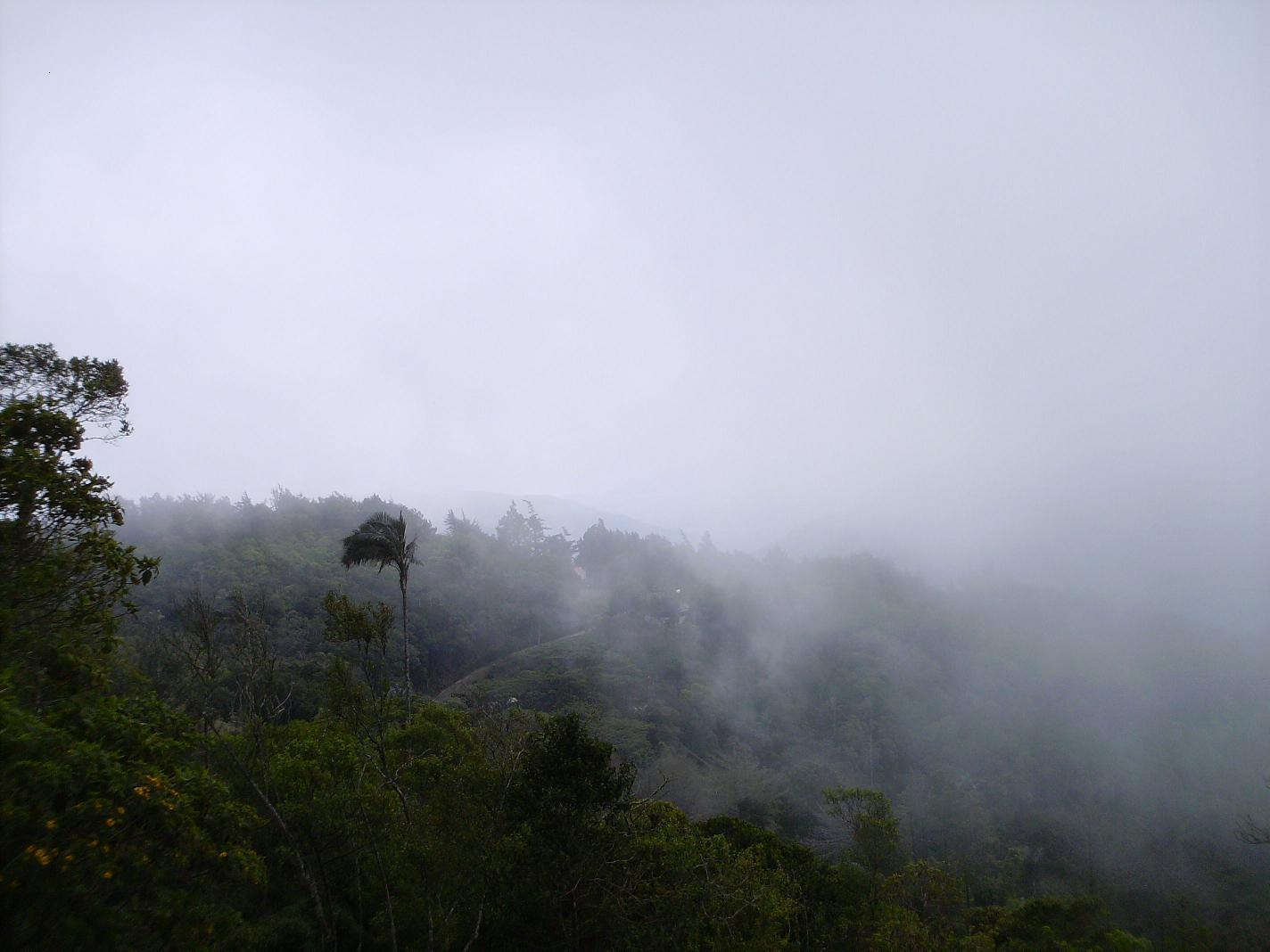
La selva nublada que rodea a la Colonia Tovar (Venezuela) por el lado norte representa la zona más intervenida para el desarrollo de cultivos de este tipo de vegetación, dada su proximidad a dicha población, que tiene una enorme riqueza agropecuaria. En la imagen puede verse una especie de límite en altura de la zona habitada (a más de 2000) y el comienzo de una selva nublada menos intervenida.

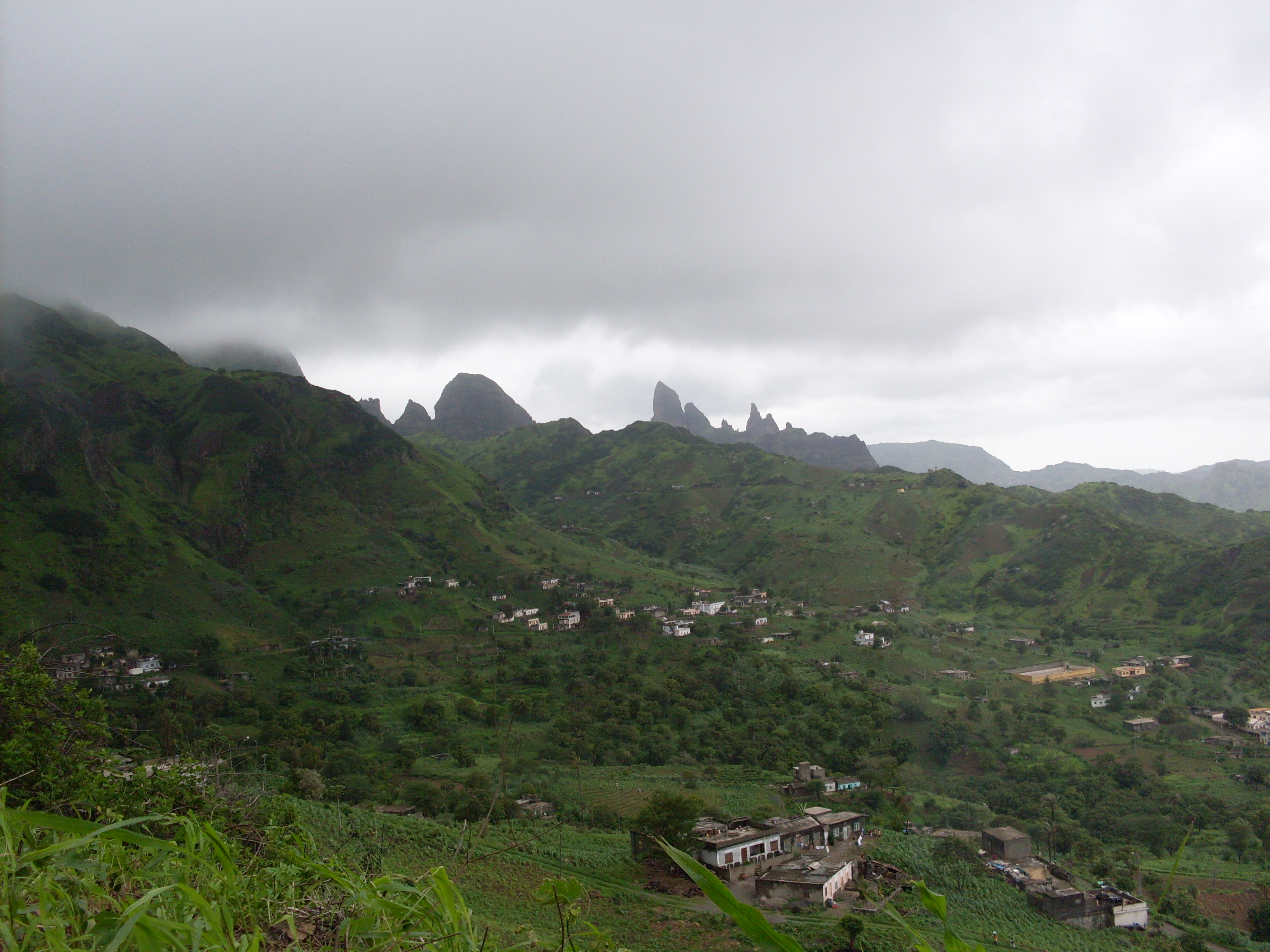
Vista de Ribeira de São Domingos,
desde Água de Gato, Isla de Santiago, en Cabo Verde. Nótense las nieblas de condensación que la definen como bosque nublado.

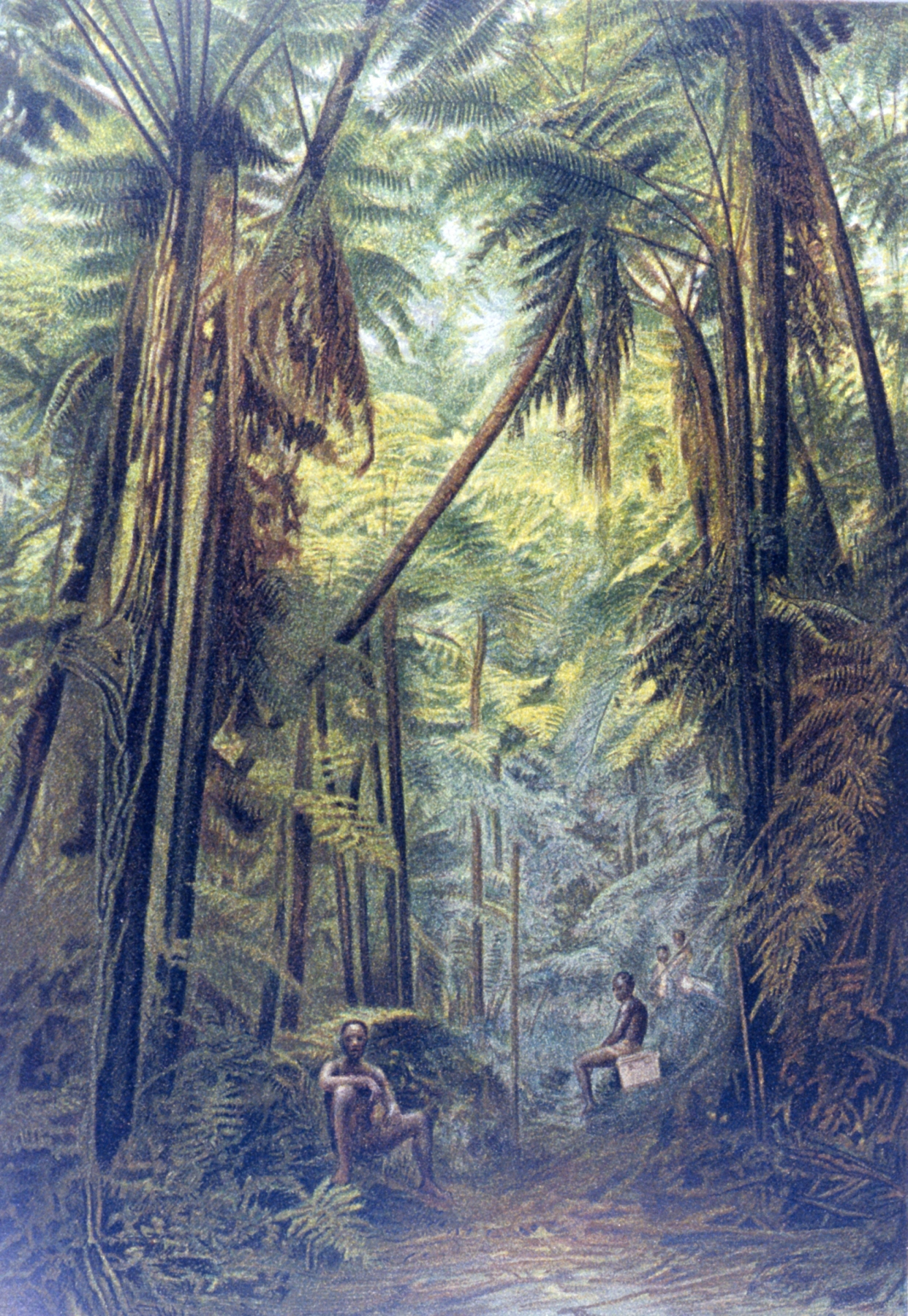
Helechos arbóreos cyathea en la selva nublada de montaña del pico Camerún, a 1800 m de altitud. Muchas especies, como los helechos, los rododendros o los brezos, que en zonas templadas son matas o arbustos, adquieren las dimensiones de un árbol en este hábitat.

Es un tipo de selva lluviosa o bosque húmedo, es decir, un ecosistema vegetal de gran exuberancia caracterizado por una elevada humedad, sin cambios estacionales y con una gran diversidad de especies botánicas y zoológicas pero también de gran fragilidad frente a las agresiones del medio. Se caracteriza por árboles de hoja perenne y madera dura, que alcanzan hasta 40 metros en altura.
Las laurisilvas son bosques generalmente perennifolios y pluriespecíficos. Perennifolios porque la benignidad del clima permite una actividad biológica continua, y pluriespecíficos por la notable diversidad de especies arbóreas en la bóveda forestal. En efecto, a falta de una fuerte presión selectiva ambiental, el número de especies que comparten el estrato arbóreo es elevado: se han descrito casi 100 especies de árboles en la selva misionera argentina, unas 20 en las islas Canarias, sin llegar a los valores de las selvas tropicales. Es precisamente esta pluriespecifidad lo que les merece la denominación de selva, en contraste con los bosques: bosques mediterráneos, bosques templados caducifolios, etcétera, cuyo dosel arbóreo es monoespecífico o está dominado por una o unas pocas especies. En este sentido, la laurisilva es una formación de tránsito entre los bosques templados y las selvas tropicales.
Sin embargo, a pesar de la gran cantidad de especies, existe una notable convergencia morfológica entre las diferentes especies de árboles, sobre todo en las hojas, que corresponden mayoritariamente al tipo "laurel": anchas, ovales, coriáceas, lustrosas. De ahí el nombre que recibe esta formación: laurisilva.
Los bosques nubosos se desarrollan con preferencia alrededor de montañas, donde la densa humedad proveniente del mar o del océano, se precipita por la acción del relieve. La orografía del terreno, opuesta al frente de aire cálido y húmedo, obliga a aumentar la altitud sobre el nivel del mar de esa masa húmeda y cálida de aire, lo que la enfría y disminuye su punto de rocío y hace que se condense parte de su humedad, que se precipita en forma de niebla o lluvia y crea un hábitat especialmente hidrófilo, saturado de humedad en el ambiente y en el suelo.
El clima mediterráneo es el resultado entre la influencia cálida y seca de los anticiclones subtropicales, verano seco y caluroso, y la corriente de aire polar, antártico o ártico, responsable de las borrascas portadoras de lluvias, invierno fresco y húmedo.
A medida que aumenta la latitud, se acentúa la influencia de las borrascas, que, en su viaje de oeste a este, barren las costas occidentales de los continentes, descargando en forma de copiosas precipitaciones la elevada humedad que transportan; precipitaciones que se multiplican si esas masas de aire encuentran montañas en su camino. El clima resultante es más húmedo y más fresco que el mediterráneo, pero con una oscilación anual de la temperatura moderada por la proximidad del océano.
Estas son las condiciones climáticas de Chile entre los 38° y 45° de latitud. Las precipitaciones son abundantes, de 1500 a 5000 mm según las localidades, y están regularmente repartidas en el transcurso del año, si bien aún se nota el influjo mediterráneo con 3-4 meses subhúmedos en verano. Las temperaturas son muy constantes y suaves, sin que ningún mes la media caiga por debajo de 5 °C, y con valores inferiores a 22 °C para el mes más cálido.
Las costas de Brasil y Argentina, entre los 25° y 35° de latitud, se hallan bajo un régimen meteorológico típico de laurisilva. Esta región queda todavía en el área de influencia del anticiclón subtropical, que por este flanco envía aire cálido, húmedo e inestable hacia las latitudes altas. Durante el verano se refuerza el anticiclón y aumenta el flujo de aire húmedo, el cual, al elevarse y enfriarse, produce fuertes precipitaciones. En invierno se retira el anticiclón y se refuerza la entrada de aire polar por el oeste, lo que origina borrascas portadoras de lluvias. En conjunto, la precipitación media anual varía, según las localidades, entre 1500 y 2000 mm. La temperatura media ronda los 20-21 °C, con inviernos suaves y veranos no excesivamente calurosos, debido al efecto moderador de las abundantes lluvias. Esta suavidad no excluye que puedan sobrevenir heladas e incluso nevadas en las regiones más elevadas, lo cual es un factor limitante para especies de latitudes más bajas. Un clima de estas características se califica como subtropical húmedo o como templado lluvioso con veranos cálidos.
La laurisilva atlántica cubría el continente europeo, el norte de África y Oriente Próximo en Asia, durante la Era Terciaria, cuando el clima tropical dominaba la cuenca del Mediterráneo. Actualmente sus mayores poblaciones se encuentran en las islas de la Macaronesia (Canarias, Madeira), en el océano Atlántico norte, donde forman la denominada laurisilva o monteverde.
Presenta suelos profundos y es propia de las medianías septentrionales influidas por las brumas de los vientos alisios, carentes de heladas, con precipitaciones de 500 a 1100 mm anuales y una temperatura media anual de entre 15 y 19 °C. Comprende una gran variedad de árboles, plantas de sotobosque y especies de insectos y animales que viven en condiciones de humedad superiores al 80%; suele aparecer en los terrenos de lluvias abundantes, y ocupa mayoritariamente las zonas favorables del norte de las islas entre los 400 y 1,500 metros, y se beneficia así de la humedad proporcionada por los alisios al formar éstos un mar de nubes. Comprende dos subtipos de bosque: la laurilsilva y el fayal-brezal. Debido a la abundante cantidad de agua y la orografía, esta fluye en forma de arroyos y cascadas por todas partes o permanece tranquila en charcas y pozas o gotea, cubre y empapa las plantas, las rocas, el suelo, los troncos, musgos etc. y aun siendo intransitable la selva durante las lluvias intensas, la belleza del conjunto hacen de la misma una atracción turística.
Se hallan formaciones notables de laurisilva tanto por biodiversidad como extensión en el sudeste asiático y en África, tanto continental como en islas, siendo la formación típica de Annobon, pero estas formaciones están menos estudiadas.

## Origen de la laurisilva
A lo largo de millones de años, estas formaciones vegetales cubrían gran parte de los trópicos de la Tierra. Desde el punto de vista biogeográfico, los trópicos pueden extenderse más allá de los paralelos de Cáncer y Capricornio, v. gr., la península de la Florida en los Estados Unidos yace en los subtrópicos (latitud mayor a 23°25′ N) pero aloja muchas especies características de los trópicos del Nuevo Mundo.
Un ejemplo es la traslación de las laurisilvas atlánticas del terciario a su ubicación actual.
Muchas plantas de la laurisilva macaronésica tienen sus parientes más próximos en lugares tan remotos geográficamente como África del Sur o Suramérica, los géneros Persea, Ocotea y Maytenus, por ejemplo, aparecen también en las laurisilvas suramericanas, lo cual atestigua el antiquísimo origen de esta flora. Otro dato interesante es la presencia en diversas localidades del Mediterráneo, del Cáucaso y hasta del Himalaya, de plantas fósiles de hace unos 20 millones de años, Terciario, muy similares o idénticas a las que viven hoy en la Macaronesia.
Los bosques de laurisilva de Macaronesia son relictos de la vegetación que cubría originalmente desde el Atlántico hasta el mar Caspio antes de las glaciaciones. Este tipo de selva se extendía durante la Era Cenozoica o Terciaria, hace más de 20 millones de años, por una amplia zona de la cuenca del Mediterráneo, Eurasia y noroeste de África cuando el clima de la región era más húmedo. En aquella época existía el mar de Tetis que separaba los antiguos continentes de Laurasia y Gondwana, este mar era mucho más abierto que el Mediterráneo y las corrientes oceánicas fluian de forma distinta, llevando la humedad y el atemperamiento de los extremos climáticos a zonas donde actualmente no tienen ninguna influencia.  Por aquel entonces, el clima del sur de Europa era más cálido y húmedo que en la actualidad, y la vegetación que circundaba las orillas del antiguo mar Mediterráneo debía ser similar a la de la actual laurisilva macaronesia.
Posteriormente, al sobrevenir las glaciaciones, que tuvieron lugar a finales de dicho período y durante buena parte del Cuaternario, y expandirse los casquetes polares, con el consiguiente enfriamiento generalizado del clima, fueron desplazando la flora del centro y el sur de Europa se retrajo hacia regiones más templadas del sur, donde las condiciones eran más propicias para su supervivencia, asentándose de este modo en la costa noroccidental de África y en los archipiélagos macaronésicos. 
Al concluir las glaciaciones, comenzó la extensión de los desiertos en África septentrional, por lo que este tipo de selva quedó reducido a aquellas áreas, que actúan como bordes entre la zona templada y la tropical. 
Con la mayor sequía periódica del clima de la cuenca mediterránea consecuencia de cambios climáticos debidos a cambios en las corrientes oceánicas y las derivas continentales durante el Plioceno, los bosques del laurel se retiraron gradualmente, sustituidos por comunidades vegetales de floras esclerófilas más tolerantes a la sequía. La mayor parte del último remanente de selvas laurisilvas en torno al mediterráneo se cree que pudo haber desaparecido hace aproximadamente 10 000 años en el final del Pleistoceno, cuando la cuenca del mediterráneo se convirtió en más cálida y seca, aunque algunos remanentes de la flora del bosque de laurel todavía persisten en las montañas meridionales en España, norte-centro de Portugal y norte Marruecos, y tres especies constitutivas: Laurus nobilis, Ilex aquifolium y Hedera helix siguen siendo extensas. Una adaptación notable es la esparraguera: mientras en Canarias se conserva la forma original, un bejuco frondoso, en el resto del Mediterráneo ha evolucionado a una especie espinosa. La localización de las islas de la Macaronesia en el océano Atlántico norte moderó estas fluctuaciones climáticas, y mantuvo el clima relativamente húmedo y suave que ha permitido que estos bosques persistan hasta hoy.
Casi al mismo tiempo se inició la desecación del norte de África, que dio lugar al actual desierto de Sahara.
Muchas de las especies existentes entonces se extinguieron al no poder salvar las barreras que suponían las montañas alpinas y el Mediterráneo, pero otras hallaron refugio como especies relictas en enclaves costeros y en los archipiélagos macaronésicos, suficientemente alejados de los hielos y a la vez protegidos por la influencia oceánica de la desecación que originó el Sáhara. En otras partes del mundo, como China, África o Suramérica, la disposición de las cordilleras y las cadenas montañosas extendiéndose en dirección de norte a sur, en vez de servir de barrera facilitó que las especies vegetales se desplazaran a zonas más propicias y luego se extendieran adonde actualmente se encuentran.
Con el calentamiento general de la atmósfera y la consiguiente retirada de los hielos, la flora terciaria superviviente intenta reconquistar su área de distribución en Europa meridional. Pero el nuevo clima postglacial es más seco que el del Terciario, y ante estas nuevas exigencias ambientales, la primitiva flora europea tropical evoluciona y da lugar a la actual flora esclerófila de la cuenca mediterránea. Así pues, la flora mediterránea y la flora macaronésica tienen un origen común.
Al mismo tiempo, aislada del continente, la flora terciaria de macaronesia evolucionó independientemente, lo que ha originado numerosos endemismos. En efecto, cabe observar que el 50-55% de la flora vascular canaria son especies exclusivas del archipiélago, y que esta proporción aumenta en islas más lejanas como Cabo Verde, Azores o Madeira. La laurisilva macaronésica consta de unos 25 árboles, que se sitúan en torno a 35 si se suman las especies que sobrevivieron en zonas cercanas de Eurasia, mientras en la laurisilva misionera, pasan de 100 las especies arbóreas, es probable que la laurisilva atlántica del terciario igualase el número de especies de la laurisilva misionera.

## Composición y estructura

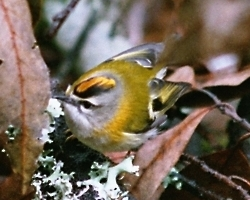
El reyezuelo de Madeira, Regulus madeirensis, solo habita la laurisilva, evitando los cultivos de eucaliptos.

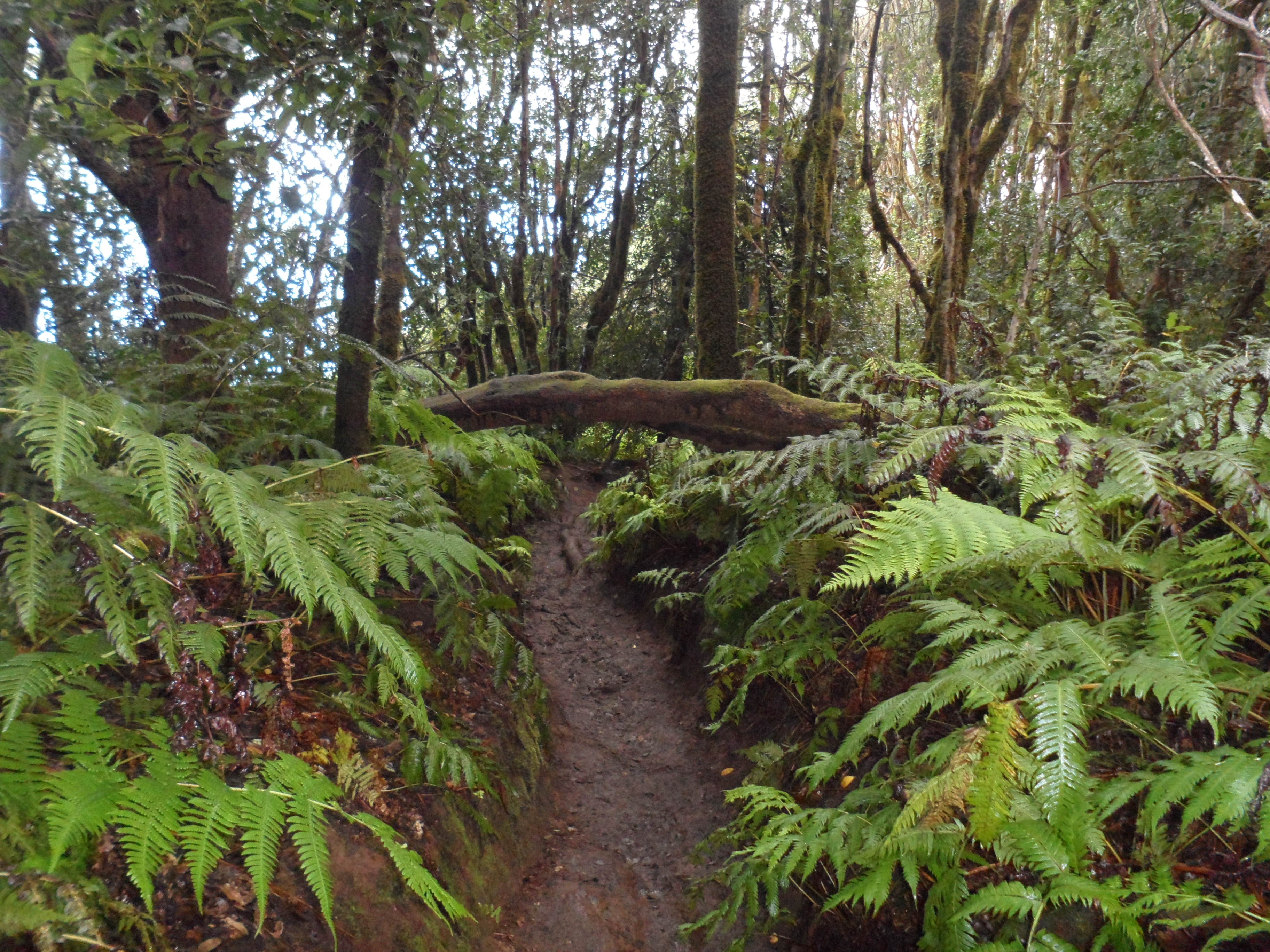
Laurisilva en Anaga, Tenerife (Canarias, España).

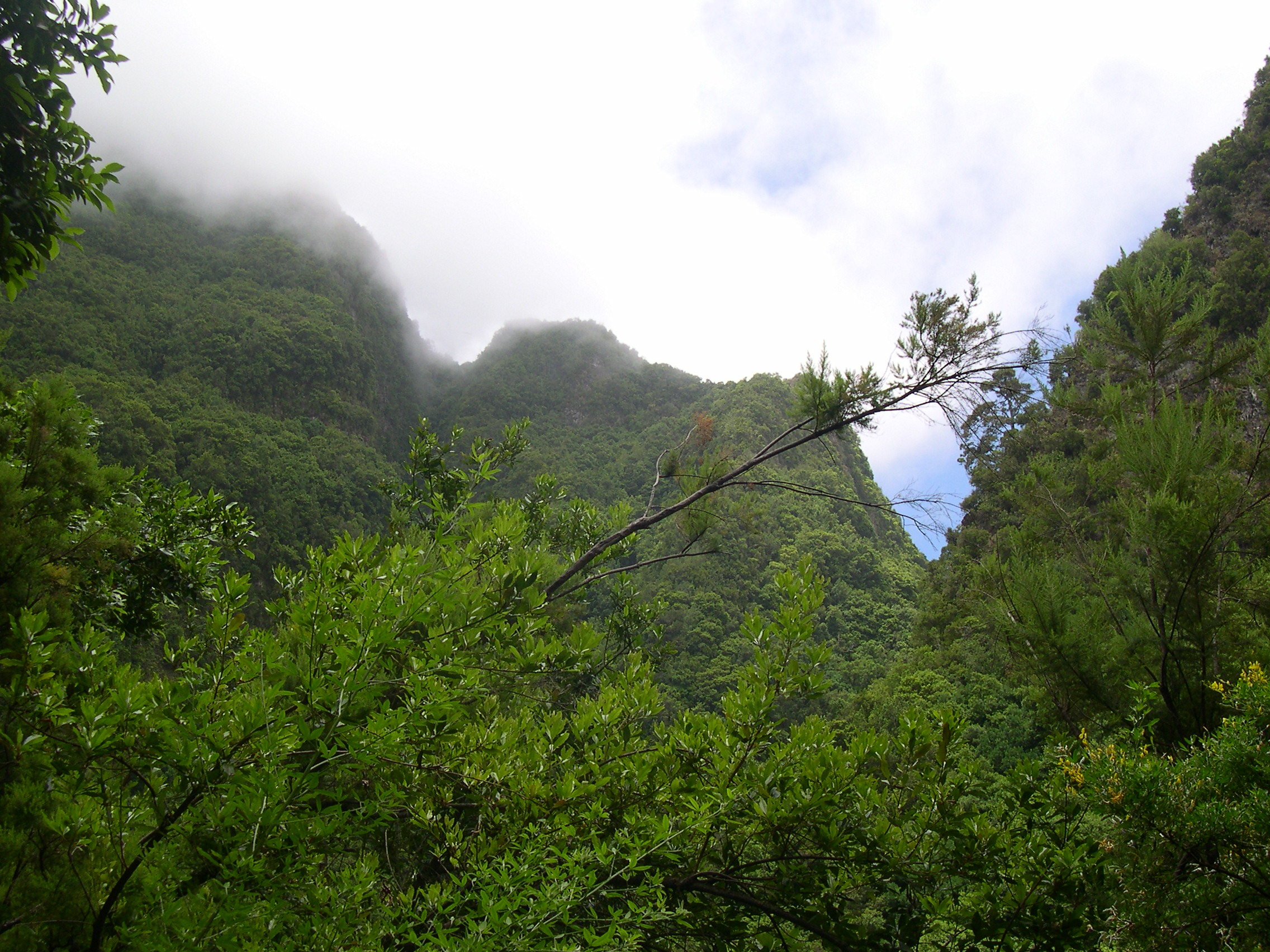
Bosque de laurisilva en la Isla de la Palma.

En su ambiente natural es una ecorregión de selva umbrófila rezumante de humedad y escasa luminosidad, el suelo de la laurisilva atlántica está cubierto de una gruesa capa de materia orgánica donde crecen helechos, hepáticas, musgos y líquenes que también ascienden por los troncos y ramas. Enredaderas, bejucos y lianas completan la maraña impenetrable. Un bosque nuboso es generalmente un bosque húmedo montano tropical o subtropical , que se caracteriza por una alta incidencia de nubosidad superficial, usualmente a nivel de la canopea. Los bosques nubosos a menudo presentan una abundante cobertura de musgos y vegetación, por lo que también se conocen como bosques musgosos. Estos se desarrollan con preferencia alrededor de montañas, donde la humedad introducida por nubes en formación es retenida con mayor efectividad. La definición de "bosque nuboso" puede ser ambigua, pues muchos países no usan este término, prefiriendo denominarlos yungas en Perú, bosque valdiviano o selva fría en Chile, laurisilva en las islas del Atlántico, Bosque mesófilo de montaña en México y ocasionalmente los bosques subtropicales y templados, con condiciones meteorológicas similares, son considerados bosques nubosos. Los parientes más próximos de los géneros presentes hoy en día (ilex, laurus, laurelia, arbutus, rhododendron, prunus, erica...) aparecen en los Himalayas, América, Sudáfrica, Europa, Australia y Nueva Zelanda.

## Situación actual de la laurisilva

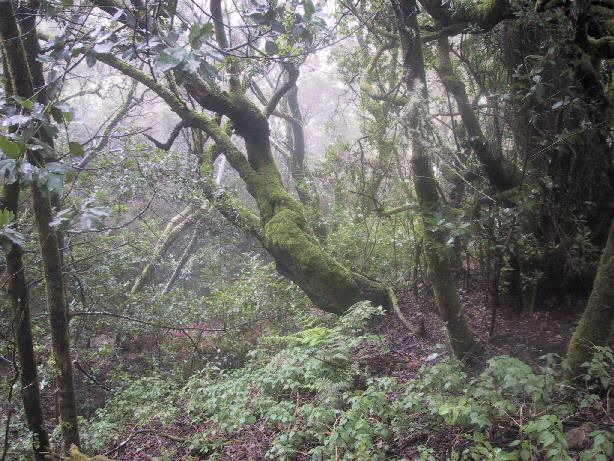
Bosque de laurisilva de Garajonay, en La Gomera

La laurisilva ha sido muy dañada debido a su tala para el aprovechamiento de la madera, la quema tanto accidental como intencionada, la apertura de campos para cultivos, ya sea de subsistencia o cultivos coloniales en épocas pasadas y plantaciones madereras exóticas en la actual, la apertura de pastos para el ganado, campos de golf y equipamiento turístico y la introducción de especies exóticas animales y vegetales que han ido sustituyendo la cubierta original. La mayor parte de la biota se encuentra en grave peligro de extinción. Las especies que constituyen la laurisilva son por lo común resistentes y vigorosas, por lo cual la selva se regenera con facilidad, su disminución se debe a la tremenda presión que soporta. 
Las mejor conservadas y estudiadas actualmente son la laurisilva valdiviana con una gran extensión todavía y la laurisilva misionera, con un gran número de especies.
Existen extensiones continuas de laurisilva en las otras zonas templadas-cálidas y húmedas del planeta, En el Mediterráneo oriental, en algunas islas del mar Egeo, la costa del mar Negro de Irán y Turquía, de las laurisilvas que albergó antaño, quedan unos pocos bosques semejantes, taxus baccata, prunus laurocerasus etcétera, en la costa turca del mar Negro hasta Irán.

### América
las laurisilvas de Norteamérica ocupan una gran extensión de la costa este y el golfo de México en Misisipi, Carolina y Florida en los Estados Unidos, y las laurisilvas de la costa oeste en California, Oregón y Canadá desde San Francisco, por Ucluelet, Vancouver, las islas costeras y costa sur de Alaska, que van sucediéndose progresivamente hasta convertirse en bosques de coníferas. Durante el Mioceno, California y Baja California estuvieron recubiertas por bosques de tres especies de robles laurifolios y otras especies de la familia del laurel: Nectandra, Ocotea, Persea, y Umbellularia. Solo una especie de la familia del laurel, Umbellularia californica, permanece todavía en California hoy en día.
En América Central las laurisilvas son el tipo de bosque nuboso más común. Se encuentran en zonas montañosas de casi todos los países centroamericanos. Normalmente a más de 1,000 m de altitud. En la sierra de las Minas, Guatemala, se localiza el bosque nuboso más grande y más septentrional de América Central. En algunas zonas del sureste de Honduras también hay bosques nubosos, los más grandes se localizan junto a la frontera con Nicaragua. En Nicaragua las nebliselvas se dan en la zona fronteriza con Honduras, y la mayoría fueron taladas para cultivar café; todavía hay laurisilvas en algunos cerros de la zona norte. En el volcán Mombacho, se localiza el único bosque nuboso de la costa pacífica de América Central. En Costa Rica hay laurisilvas en la cordillera de Tilarán, el denominado bosque nuboso de Monteverde y el volcán Arenal; también aparece en la Cordillera de Talamanca.
En Suramérica encontramos laurisilva en los Andes de Colombia, Ecuador, Perú y Venezuela. La laurisilva valdiviana se extiende por el sur del continente, en el sur de Chile y de la Argentina, desde la costa del océano Pacífico hasta los Andes. Otra laurisilva sudamericana es la laurisilva misionera, en el este del Paraguay, Misiones en la Argentina, y el sur de Brasíl. 
La llamada yunga agrupa a varios tipos de bosques o selvas típicamente perennifolios y pluriespecíficos, que contienen en muchas ocasiones numerosas especies propias de la laurisilva. Aparecen desde Venezuela hasta el noroeste de Argentina, pasando por Brasil, Bolivia, Colombia, Ecuador y Perú. Se distribuye discontinuamente en las provincias de Salta, Jujuy, Tucumán y Catamarca, integrándose por lo general a las Sierras Subandinas. Su relieve es variado y en los lugares donde los Andes penetran en la Amazonía encontramos zonas de fuerte pendiente. Son característicos de esta región los pongos, que son canales profundos formados por los ríos, como el que forma el río Tarma cuando baja hacia el valle de San Ramón, o el del río Urubamba cuando pasa por Machu Picchu. Muchas de las yungas son formaciones arbóreas degradadas o en proceso de recuperación que no han alcanzado todavía su vegetación clímax, como ocurre con el Fayal-Brezal de la laurisilva macaronésica.

### África
En África en las mesetas de Bamenda y Adamawa de la frontera entre Nigeria y Camerún, Las de Etiopía y Somalia lindando con ecosistemas xerófitos, las laurisilvas en torno a los grandes lagos de África y la laurisilva de la meseta interior de Madagascar. Se encuentran en montañas y cerros de la Cuenca del Congo, en África Central. También hay bosques nubosos en Madagascar y otras islas del Atlántico y el Índico y la ecorregión isleña denominada selva de tierras bajas de Santo Tomé, Príncipe y Annobón, tiene en sus cumbres la selva montana o selva alta, con plantas típicas de la flora afromontana, como la conífera podocarpácea Afrocarpus mannii de las alturas de Santo Tomé.

### Eurasia
Asociaciones de robles de hoja de laurel Quercus y castaños de hoja de laurel, Castanopsis, son comunes en Eurasia; los "lauro-castaños" forman la vegetación clímax acompañados de Diospyros, rutaceae y rododendros en Taiwán y llegan a través del sur de China hasta el este de los Himalayas.
En Asia las de China oriental, costa suroccidental de India y Ceilan, en Asia al norte de la India, la laurisilva es típica del este del Himalaya, cerca de Assam y Arunachal Pradesh. y en las montañas de las penínsulas indochinas. La laurisilva se extendía al norte del valle del Yangtzé y al oeste de la meseta Tibetana. Esta región es muy rica en especies, como encinas y robles laurifolios, ginkgo, bambú, pino, azalea y camelia. También se pueden encontrar bosques con laureles y magnolios, y un sotobosque de arbustos más pequeños y matorrales de bambú. A mayor altitud dominan las coníferas. 
Bosques de laurel (shoyojurin)y bambú eran la vegetación predominante en la ecorregión Taiheiyo evergreen forest del sudeste de la costa pacífica del Japón. Acompañados de Castanopsis, Machilus, o Quercus de hoja de laurel. Que fueron sustituidos en épocas recientes por especies de crecimiento rápido.

### Oceanía
Las montañas de la franja costera de Nueva Gales del Sur en Australia, laurisilvas de Nueva Guinea, Nueva Caledonia y Nueva Zelanda. Nueva Caledonia en un antiguo fragmento del supercontinente Gondwana. Nueva Caledonia y Nueva Zelanda se separaron por deriva continental de Australia hace 85 millones de años. Las islas aún conservan flora y fauna que tuvo su origen en Gondwana y se extendió por los continentes del hemisferio sur posteriormente.
Las laurisilvas de Australia, Nueva Caledonia y Nueva Zelanda, tienen un buen número de especies emparentadas con otras de la laurisilva valdiviana, a través de la conexión de la flora antártica, como las gimnospermas podocarpus y los caducifolios nothofagus. Corynocarpus laevigatus es denominado laurel de Nueva Zelanda, Laurelia novae-zelandiae pertenece al mismo género que Laurelia sempervirens. El árbol niaouli, crece en Australia, Nueva Caledonia y Nueva Zelanda.

### Macaronesia
La laurisilva atlántica se extiende por las islas de la Macaronesia (sobre todo en Azores, Madeira y Canarias) donde se le denomina monteverde.
La isla de La Palma cuenta con la primera Reserva Mundial de la Biosfera del Archipiélago Canario y Patrimonio de la UNESCO ya que en el año 1983, el organismo internacional declaró las 511 hectáreas de la finca El Canal y Los Tilos Reserva de la Biosfera para salvaguardar el ecosistema de la laurisilva macaronésica. Por otra parte, en el centro de la isla de La Gomera, en el parque nacional de Garajonay, declarado Patrimonio de la Humanidad por la UNESCO, con 3.984 hectáreas (el 10 por ciento de la superficie total de la isla), se encuentra una de las mayores selvas de laurisilva. En ambos casos, se trata de una reliquia viviente de la selva que hace 65 millones de años cubría amplias zonas de la Tierra.
A diferencia de la vegetación de otras islas, como las laurisilvas de Nueva Guinea, Nueva Zelanda y Nueva Caledonia, la floresta laurisilva macaronésica procede de tierras continentales que se adaptó a su ubicación actual. Esto da como consecuencia que la mayoría de especies siempre han estado adaptadas a su predación por herbívoros. Así, tras la introducción de grandes herbívoros en las épocas históricas recientes, la flora en su mayoría ya disponía de medios para defenderse de la predación, sufriendo daños menores en comparación al que sufrió la floresta de otras islas o incluso plantas presentes en la Macaronesia, surgidas cuando ya no había grandes herbívoros.

### Zona mediterránea
Pese a que la laurisilva atlántica es más abundante en los archipiélagos macaronésicos, donde el clima apenas ha fluctuado desde el terciario, hay pequeñas representaciones y una contribución en especies al entorno oceánico y mediterráneo de Europa, Asia menor y el oeste y el norte de África refugiadas en microambientes de clima favorable. Es decir, en los macizos montañosos costeros. Estas "islas" continentales, tanto de Eurasia como de África, en algunos casos fueron auténticamente islas en el terciario y en otros simplemente zonas libres de hielo. Aunque con el cierre del estrecho de Gibraltar las especies de laurisilva podrían haber repoblado nuevamente la península ibérica, distribuyéndose nuevamente hacia el norte junto con otras especies propiamente africanas, el cambio a un clima más seco y estacional impidió, en general, que ocuparan su espacio anterior. 
Las sierras litorales de Algeciras (en los bosques, denominados canutos, del parque natural de Los Alcornocales), Monchique o Sintra son enclaves bioclimáticos donde la vegetación subtropical se entremezcla con taxones mediterráneos tanto europeos como norteafricanos, conviviendo especies propias de la vegetación mediterránea, adaptadas a este hábitat, junto a otras propias de la laurisilva macaronésica. Así, la yedra una trepadora o bejuco que se encuentra bien representada en buena parte de Europa, es el ejemplo más importante de especie que recuperó de nuevo su anterior territorio tras las glaciaciones. El loro (Prunus lusitanica), el único árbol que sobrevive de forma relictual en algunos torrentes ibéricos, especialmente en la zona occidental de la península, sobre todo de Extremadura, y algo menos en el Nordeste. En otros casos es la presencia del laurel mediterráneo (Laurus nobilis) el árbol que, debido a su parentesco con los laureles verdaderos isleños, proporciona un indicativo de donde se hallaba la laurisilva. Esta especie, que también sobrevive de forma autóctona en Marruecos, Italia, Grecia y las islas del Mediterráneo, se encuentra en algunos torrentes mediterráneos de la península ibérica, como en los del parque natural de Los Alcornocales (Cádiz), donde forma bosques denominados allí canutos. También aparecen en sierras costeras de Cataluña, siendo el Macizo de les Cadiretes (Gerona) el que guarda los mejores lauredales, y en algunos retazos de la Comunidad Valenciana. La isla de Cortegada en Galicia, famosa por su gran bosque de laureles, cabe decir que estos no son autóctonos de la isla, pues tal bosque se originó de forma espontánea a partir de laureles que fueron plantados después de haber sido destruida la vegetación original. 
En cuanto a las especies propias del fayal-brezal, el otro subtipo de bosque asociado a la laurisilva en el monteverde, la faya se extiende por el norte de África formando fayales y el brezo (brezo arbóreo) crece en el sur de la península ibérica como arbusto, sin alcanzar las dimensiones que tiene, por ejemplo, en el monteverde canario, donde presenta un aspecto arbóreo evidente.